# NGC 424
NGC 424 é uma galáxia espiral barrada (SB0-a) localizada na direcção da constelação de Sculptor. Possui uma declinação de -38° 05' 01" e uma ascensão recta de 1 horas, 11 minutos e 27,6 segundos.
A galáxia NGC 424 foi descoberta em 30 de Novembro de 1837 por John Herschel.